# Macerio lanin
Macerio lanin là một loài nhện trong họ Miturgidae.
Loài này thuộc chi Macerio. Macerio lanin được miêu tả năm 1997 bởi Bonaldo & Antonio D. Brescovit.